# زكرياء حدراف
زكريا حدراف (ولد في 12 مارس 1990) لاعب كرة قدم مغربي، يلعب في موقع وسط الميدان الهجومي، حمل قميص المنتخب الوطني المغربي الأول، لأول مرة في 12 دجنبر 2012، خلال مباراة ودية أمام منتخب النيجر، حيث سجل هدفا في أول ظهور له.

## مسيرته
- في 2013 فاز زكريا حدراف بأول لقب في مشواره الرياضي، بعد فوزه رفقة الدفاع الجديدي بنهاية كأس العرش 2013، أمام نادي الرجاء الرياضي.
- بعدها في سنة 2017 فاز زكريا حدراف بثاني لقب في مشواره الرياضي، بعد فوزه رفقة نادي الرجاء الرياضي بنهاية كأس العرش 2017، أمام فريقه السابق الدفاع الجديدي.
- وفي فبراير 2018 فاز بجائزة أفضل لاعب في المباراة النهائية لكأس أمم إفريقيا للمحليين 2018.
- لعب سابقاً في نادي ضمك السعودي .

## إحصائيات
| المواسم  | النادي                | عدد الأهداف | عدد مرات الظهور |
| -------- | --------------------- | ----------- | --------------- |
| منذ 2009 | الدفاع الحسني الجديدي | 24          | 94              |

آخر تحديث 28 مارس 2014

## ألقاب
الدفاع الحسني الجديدي
- كأس العرش : 2013

 الرجاء الرياضي
- كأس العرش : 2017
- كأس الكونفيدرالية الأفريقية : 2018
- كأس السوبر الأفريقي : 2019

 نهضة بركان
- كأس الكونفيدرالية الأفريقية : 2020

 المنتخب المغربي للمحليين
- بطولة أمم أفريقيا للمحليين : 2018، 2020

### فردية
- أفضل ممرر في الدوري المغربي : 2018

## روابط خارجية
- زكرياء حدراف على موقع قاعدة بيانات كرة القدم.إي يو (الإنجليزية)